# Ceratopsyche etnieri
Ceratopsyche etnieri är en nattsländeart som först beskrevs av Schuster och Talak 1977.  Ceratopsyche etnieri ingår i släktet Ceratopsyche och familjen ryssjenattsländor. Inga underarter finns listade i Catalogue of Life.